# Шелленбергер, Эштон
Эштон Кокейн Шелленбергер (англ. Ashton Cokayne Shallenberger; 23 декабря 1862 — 22 февраля 1938) — американский политик, член Палаты представителей, 15-й губернатор Небраски.

## Биография
Эштон Шелленбергер родился в Тулоне, Иллинойс, в семье Мартина Шелленбергера и Элизы Холл. В 1881 году он переехал в Стромсбург, Небраска, где трудился клерком, банковским служащим и работником ранчо. В 1887 году Шелленбергер переехал в город Алма, где основал банк.
В 1897 и 1919 годах Шелленбергер был временным председателем съездов Демократической партии штата, а в 1901—1903 годах — членом Палаты представителей США. В ноябре 1908 года он был избран губернатором Небраски. Во время его пребывания в должности были приняты законы о фонде гарантирования банковских вкладов и о дневных питейных заведениях, а также инициирован законопроект, которым предлагалось избирать сенаторов США всенародным голосованием.
В 1910 году Шелленбергер баллотировался на второй срок, однако потерпел поражение. В дальнейшем он несколько раз избирался в Палату представителей США, где служил в 1915—1919, 1923—1929 и 1931—1935 годах. В 1935 году Шелленбергер ушёл из политики и вернулся к банковскому делу, а также стал разводить шортгорнскую породу крупного рогатого скота.
В 1885 году Шелленбергер женился на Эльзе Зильг, у них было трое детей.
Шелленбергер умер 22 февраля 1938 года от инфаркта миокарда после выступления на митинге в городе Франклин, похоронен на городском кладбище в Алме.